# SAS Ground Handling
SAS Ground Handling, SGH, är ett företag inom koncernen SAS Group som tillhandahåller marktjänster för flygbolag på flygplatser världen över. SGH sysselsätter cirka 8 200 personer på totalt 160 flygplatser i 40 länder, bland annat på Arlanda, Stockholm, Kastrup i Köpenhamn, Gardermoen utanför Oslo samt Heathrow, London. 
Exempel på tjänster som SGH tillhandahåller är bagage-, frakt- och post-hantering, markbogsering av flygplan och tung frakt. 2004 blev SGH som tidigare var en del av flygbolaget SAS, en oberoende operatör inom ground services. SAS Ground Handling är det största företaget för sådana här tjänster i Skandinavien.
SGH består av fem regionala avdelningar, SGH Denmark A/S, SGH Norway AS, SGH Sweden AB, SGH International och SAS Ground Equipment Denmark A/S.
Förutom Scandinavian Airlines har SGH ett flertal andra flygbolag som kunder i Skandinavien, bland annat Lufthansa, Novair, TUIfly Nordic, Thai Airways, Aeroflot med flera.
Några konkurrenter i Skandinavien är t.ex. Menzies Aviation och Aviator.